# Campionati mondiali juniores di sci nordico 2017
I campionati mondiali juniores di sci nordico 2017 si sono svolti dal 30 gennaio al 5 febbraio 2017 a Park City, negli Stati Uniti. Si sono disputate competizioni nelle diverse specialità dello sci nordico: combinata nordica, salto con gli sci e sci di fondo.
A contendersi i titoli di campioni mondiali juniores sono stati i ragazzi e le ragazze nati tra il 1997 e il 2001.

## Risultati

### Uomini

#### Combinata nordica

##### Individuale 10 km
| Pos. | Atleta           | Nazione     | Tempo   |
| ---- | ---------------- | ----------- | ------- |
| 1    | Arttu Mäkiaho    | Finlandia   | 25:54,5 |
| 2    | Mika Vermeulen   | Austria     | 26:16,1 |
| 3    | Martin Hahn      | Germania    | 26:20,1 |
| 4    | Lukáš Daněk      | Rep. Ceca   | 26:25,0 |
| 5    | Luis Lehnert     | Germania    | 26:30,3 |
| 6    | Ondřej Pažout    | Rep. Ceca   | 26:31,9 |
| 7    | Vinzenz Geiger   | Germania    | 26:43,9 |
| 8    | Atte Korhonen    | Finlandia   | 26:46,3 |
| 9    | Marc Luis Rainer | Austria     | 26:48,2 |
| 10   | Stephen Schumann | Stati Uniti | 26:49,5 |

31 gennaio

Trampolino: Utah Olympic Park Jumps HS100

Fondo: 10 km

##### Individuale 5 km
| Pos. | Atleta              | Nazione     | Tempo   |
| ---- | ------------------- | ----------- | ------- |
| 1    | Vinzenz Geiger      | Germania    | 12:14,9 |
| 2    | Arttu Mäkiaho       | Finlandia   | 12:37,5 |
| 3    | Laurent Muhlethaler | Francia     | 12:38,8 |
| 4    | Yuto Nakamura       | Giappone    | 12:57,7 |
| 5    | Christian Deuschl   | Germania    | 13:01,0 |
| 6    | Ondřej Pažout       | Rep. Ceca   | 13:03,5 |
| 7    | Hisaki Nagamine     | Giappone    | 13:16,7 |
| 8    | Lars Ivar Skårset   | Norvegia    | 13:19,8 |
| 9    | Ben Loomis          | Stati Uniti | 13:37,2 |
| 10   | Matevž Malovrh      | Slovenia    | 13:39,0 |

4 febbraio

Trampolino: Utah Olympic Park Jumps HS100

Fondo: 5 km

##### Gara a squadre
| Pos. | Nazione     | Atleti                                                                      | Tempo   |
| ---- | ----------- | --------------------------------------------------------------------------- | ------- |
| 1    | Austria     | Samuel Mráz Marc Luis Rainer Florian Dagn Mika Vermeulen                    | 46:17,4 |
| 2    | Francia     | Lilian Vaxelaire Laurent Muhlethaler Théo Rochat Maël Tyrode                | 46:27,1 |
| 3    | Rep. Ceca   | Ondřej Pažout David Zemek Jan Vytrval Lukáš Daněk                           | 46:32,7 |
| 4    | Finlandia   | Atte Korhonen Wille Karhumaa Atte Kettunen Arttu Mäkiaho                    | 47:01,7 |
| 5    | Germania    | Maximilian Pfordte Luis Lehnert Martin Hahn Vinzenz Geiger                  | 47:39,4 |
| 6    | Norvegia    | Jens Lurås Oftebro Kasper Moen Flatla Lars Ivar Skårset Einar Lurås Oftebro | 47:59,1 |
| 7    | Stati Uniti | Elijah Vargas Grant Andrews Ben Loomis Stephen Schumann                     | 48:28,2 |
| 8    | Giappone    | Yuto Nakamura Kodai Kimura Ryota Yamamoto Hisaki Nagamine                   | 49:03,7 |
| 9    | Italia      | Aaron Kostner Giulio Bezzi Mirco Sieff Luca Gianmoena                       | 49:12,6 |
| 10   | Russia      | Sergej Ovtin Ivan Konoplëv Konstantin Abramov Vitalij Ivanov                | 50:17,7 |

2 febbraio

Trampolino: Utah Olympic Park Jumps HS100

Fondo: 4x5 km

#### Salto con gli sci

##### Trampolino normale
| Pos. | Atleta            | Nazione     | Punti |
| ---- | ----------------- | ----------- | ----- |
| 1    | Viktor Polášek    | Rep. Ceca   | 263,2 |
| 2    | Alex Insam        | Italia      | 260,6 |
| 3    | Constantin Schmid | Germania    | 260,4 |
| 4    | Bor Pavlovčič     | Slovenia    | 258,6 |
| 5    | Masamitsu Ito     | Giappone    | 253,8 |
| 6    | Žiga Jelar        | Slovenia    | 252,7 |
| 7    | Paweł Wąsek       | Polonia     | 251,4 |
| 8    | Casey Larson      | Stati Uniti | 250,2 |
| 9    | Tilen Bartol      | Slovenia    | 245,3 |
| 10   | Markus Rupitsch   | Austria     | 244,4 |

1º febbraio

Trampolino: Utah Olympic Park Jumps HS100

##### Gara a squadre
| Pos. | Nazione   | Atleti                                                                          | Punti |
| ---- | --------- | ------------------------------------------------------------------------------- | ----- |
| 1    | Slovenia  | Žiga Jelar Tilen Bartol Aljaž Osterc Bor Pavlovčič                              | 932,3 |
| 2    | Germania  | Martin Hamann Tim Fuchs Felix Hoffmann Constantin Schmid                        | 929,0 |
| 3    | Austria   | Markus Rupitsch Mika Schwann Clemens Leitner Janni Reisenauer                   | 870,8 |
| 4    | Giappone  | Masamitsu Ito Riki Kurita Ren Nikaidō Yuken Iwasa                               | 870,2 |
| 5    | Polonia   | Dominik Kastelik Bartosz Czyż Tomasz Pilch Paweł Wąsek                          | 866,4 |
| 6    | Finlandia | Niko Kytösaho Eetu Nousiainen Kalle Heikkinen Andreas Alamommo                  | 802,1 |
| 7    | Rep. Ceca | Damian Lasota Dušan Doležel František Holík Viktor Polášek                      | 786,1 |
| 8    | Svizzera  | Sandro Hauswirth Olan Lacroix Dominik Peter Tobias Birchler                     | 756,1 |
| 9    | Russia    | Kirill Kotik Fedor Čižov Vladislav Skačilov Maksim Sergeev                      | 375,5 |
| 10   | Romania   | Nicolae Sorin Mitrofan Mihnea Alexandru Spulber Farkas Hunor Sorin Iulian Pîtea | 366,2 |

3 febbraio

Trampolino: Utah Olympic Park Jumps HS100

#### Sci di fondo

##### Sprint
| Pos. | Atleta                | Nazione   |
| ---- | --------------------- | --------- |
| 1    | Janosch Brugger       | Germania  |
| 2    | Petter Stakston       | Norvegia  |
| 3    | Herman Martens Meyer  | Norvegia  |
| 4    | Thomas Helland Larsen | Norvegia  |
| 5    | Verneri Suhonen       | Finlandia |
| 6    | Jo Svinsås            | Norvegia  |
| 7    | Aleksandr Kljugen     | Russia    |
| 8    | Egor Kazarinov        | Russia    |
| 9    | Turo Sipilä           | Finlandia |
| 10   | Vladislav Večkanov    | Russia    |

30 gennaio

Tecnica classica

##### 10 km
| Pos. | Atleta                    | Nazione  | Tempo   |
| ---- | ------------------------- | -------- | ------- |
| 1    | Vladislav Večkanov        | Russia   | 23:08,6 |
| 2    | Egor Kazarinov            | Russia   | 23:16,5 |
| 3    | Jaroslav Rybočkin         | Russia   | 23:21,9 |
| 4    | Harald Østberg Amundsen   | Norvegia | 23:23,8 |
| 5    | Kirill Kilivnjuk          | Russia   | 23:47,1 |
| 6    | Janosch Brugger           | Germania | 23:47,2 |
| 7    | Hugo Lapalus              | Francia  | 23:47,7 |
| 8    | Simone Daprà              | Italia   | 23:55,1 |
| 9    | Thomas Bucher-Johannessen | Norvegia | 23:56,3 |
| 10   | Luca Del Fabbro           | Italia   | 24:08,5 |

1º febbraio

Tecnica libera

##### Skiathlon
| Pos. | Atleta                  | Nazione  | Tempo   |
| ---- | ----------------------- | -------- | ------- |
| 1    | Vladislav Večkanov      | Russia   | 49:40,5 |
| 2    | Thomas Helland Larsen   | Norvegia | 49:42,4 |
| 3    | Harald Østberg Amundsen | Norvegia | 49:42,7 |
| 4    | Egor Kazarinov          | Russia   | 49:49,9 |
| 5    | Simone Daprà            | Italia   | 50:11,2 |
| 6    | Hugo Lapalus            | Francia  | 50:11,7 |
| 7    | Kirill Kilivnjuk        | Russia   | 50:29,1 |
| 8    | Janosch Brugger         | Germania | 50:33,5 |
| 9    | Luca Del Fabbro         | Italia   | 50:45,1 |
| 10   | Martin Collet           | Francia  | 51:00,1 |

3 febbraio

10 km tecnica classica - 10 km tecnica libera

##### Staffetta 4x5 km
| Pos. | Nazione     | Atleti                                                                                 | Tempo   |
| ---- | ----------- | -------------------------------------------------------------------------------------- | ------- |
| 1    | Norvegia    | Herman Martens Meyer Jon Rolf Skamo Hope Harald Østberg Amundsen Thomas Helland Larsen | 49:36,1 |
| 2    | Russia      | Egor Kazarinov Kirill Kilivnjuk Jaroslav Rybočkin Vladislav Večkanov                   | 49:36,5 |
| 3    | Francia     | Martin Collet Camille Laude Hugo Lapalus Arnaud Chautemps                              | 50:41,5 |
| 4    | Germania    | Janosch Brugger Jakob Leismüller Albert Kuchler Jacob Vogt                             | 52:15,7 |
| 5    | Svizzera    | Livio Matossi Andri Schlittler Maurus Lozza Dario Imwinkelried                         | 53:39,6 |
| 6    | Rep. Ceca   | Karel Macháč Adam Matouš Tomáš Kalivoda Jan Pechoušek                                  | 53:39,9 |
| 7    | Italia      | Mattia Armellini Luca Del Fabbro Martin Coradazzi Simone Daprà                         | 53.55,2 |
| 8    | Svezia      | Adam Persson Leo Johansson Jakob Nystedt Hugo Jacobsson                                | 54:03,6 |
| 9    | Stati Uniti | Bill Harmeyer Kamran Husain Wyatt Gebhardt Hunter Wonders                              | 54:05,0 |
| 10   | Canada      | Antoine Blais Ryan Jackson Philippe Boucher Gareth Williams                            | 54:57,8 |

5 febbraio 

2 frazioni da 5 km a tecnica classica 

2 frazioni da 5 km a tecnica libera

### Donne

#### Salto con gli sci

##### Trampolino normale
| Pos. | Atleta            | Nazione  | Punti |
| ---- | ----------------- | -------- | ----- |
| 1    | Manuela Malsiner  | Italia   | 239,8 |
| 2    | Ema Klinec        | Slovenia | 238,0 |
| 3    | Nika Križnar      | Slovenia | 237,9 |
| 4    | Gianina Ernst     | Germania | 219,7 |
| 5    | Agnes Reisch      | Germania | 214,6 |
| 6    | Lara Malsiner     | Italia   | 213,6 |
| 7    | Luisa Görlich     | Germania | 208,3 |
| 8    | Ksenija Kablukova | Russia   | 207,1 |
| 9    | Sof'ja Tichonova  | Russia   | 204,8 |
| 10   | Pauline Heßler    | Germania | 204,2 |

1º febbraio

Trampolino: Utah Olympic Park Jumps HS100

##### Gara a squadre
| Pos. | Nazione     | Atlete                                                                 | Punti |
| ---- | ----------- | ---------------------------------------------------------------------- | ----- |
| 1    | Germania    | Agnes Reisch Luisa Görlich Pauline Heßler Gianina Ernst                | 772,1 |
| 2    | Slovenia    | Jerneja Brecl Katra Komar Nika Križnar Ema Klinec                      | 733,2 |
| 3    | Austria     | Claudia Purker Sophie Mair Elisabeth Raudaschl Julia Huber             | 672,9 |
| 4    | Norvegia    | Tonje Bakke Silje Opseth Thea Sofie Kleven Anna Odine Strøm            | 644,3 |
| 5    | Giappone    | Nozomi Maruyama Rio Setō Fumika Segawa Minami Watanabe                 | 613,5 |
| 6    | Canada      | Eleora Hamming Nicole Maurer Abigail Strate Natasha Bodnarchuk         | 576,0 |
| 7    | Russia      | Marija Jakovleva Aleksandra Kustova Ksenija Kablukova Sof'ja Tichonova | 528,1 |
| 8    | Stati Uniti | Samantha Macuga Cara Larson Logan Sankey Gabriella Armstrong           | 367,1 |
| 9    | Svezia      | Astrid Moberg Julia Lundberg Jonna Mohlén Frida Westman                | 168,6 |

3 febbraio

Trampolino: Utah Olympic Park Jumps HS100

#### Sci di fondo

##### Sprint
| Pos. | Atleta                | Nazione     |
| ---- | --------------------- | ----------- |
| 1    | Polina Nekrasova      | Russia      |
| 2    | Antonia Fräbel        | Germania    |
| 3    | Coletta Rydzek        | Germania    |
| 4    | Anita Korva           | Finlandia   |
| 5    | Mathilde Myhrvold     | Norvegia    |
| 6    | Emma Ribom            | Svezia      |
| 7    | Moa Lundgren          | Svezia      |
| 8    | Marte Mæhlum Johansen | Norvegia    |
| 9    | Julia Kern            | Stati Uniti |
| 10   | Ol'ga Kučeruk         | Russia      |

30 gennaio

Tecnica classica

##### 5 km
| Pos. | Atleta                | Nazione     | Tempo   |
| ---- | --------------------- | ----------- | ------- |
| 1    | Ebba Andersson        | Svezia      | 12:45,4 |
| 2    | Marte Mæhlum Johansen | Norvegia    | 12:59,2 |
| 3    | Marija Istomina       | Russia      | 13:00,7 |
| 4    | Anna Comarella        | Italia      | 13:03,9 |
| 5    | Katharine Ogden       | Stati Uniti | 13:07,2 |
| 6    | Flora Dolci           | Francia     | 13:24,4 |
| 7    | Antonia Fräbel        | Germania    | 13:25,0 |
| 8    | Eveliina Piippo       | Finlandia   | 13:28,1 |
| 9    | Barbora Havlíčková    | Rep. Ceca   | 13:33,2 |
| 10   | Polina Nekrasova      | Russia      | 13:43,7 |

1º febbraio

Tecnica libera

##### Skiathlon
| Pos. | Atleta                | Nazione     | Tempo   |
| ---- | --------------------- | ----------- | ------- |
| 1    | Marte Mæhlum Johansen | Norvegia    | 27:17,3 |
| 2    | Ebba Andersson        | Svezia      | 27:23,9 |
| 3    | Katharine Ogden       | Stati Uniti | 27:27,7 |
| 4    | Anna Comarella        | Italia      | 28:08,9 |
| 5    | Eveliina Piippo       | Finlandia   | 28:16,0 |
| 6    | Antonia Fräbel        | Germania    | 28:46,4 |
| 7    | Katherine Sauerbrey   | Germania    | 28:48,1 |
| 8    | Flora Dolci           | Francia     | 28:49,9 |
| 9    | Marija Istomina       | Russia      | 28:56,0 |
| 10   | Moa Olsson            | Svezia      | 29:05,9 |

3 febbraio

5 km tecnica classica - 5 km tecnica libera

##### Staffetta 4x3,3 km
| Pos. | Nazione     | Atlete                                                              | Tempo   |
| ---- | ----------- | ------------------------------------------------------------------- | ------- |
| 1    | Russia      | Polina Nekrasova Lidija Durkina Anna Žerebjat'eva Marija Istomina   | 34:45,3 |
| 2    | Italia      | Martina Bellini Anna Comarella Francesca Franchi Cristina Pittin    | 35:05,9 |
| 3    | Stati Uniti | Hailey Swirbul Julia Kern Hannah Halvorsen Katharine Ogden          | 35:11,2 |
| 4    | Francia     | Juliette Ducordeau Flora Dolci Laura Chamiot Maitral Léna Quintin   | 35:50,4 |
| 5    | Svezia      | Frida Karlsson Moa Lundgren Maja Majbäck Moa Olsson                 | 36:05,7 |
| 6    | Germania    | Antonia Fräbel Julia Richter Katherine Sauerbrey Coletta Rydzek     | 36:29,6 |
| 7    | Finlandia   | Vilma Nissinen Eveliina Piippo Emmi Lämsä Anni Alakoski             | 36:44,6 |
| 8    | Svizzera    | Désirée Steiner Lea Fischer Selina Schnider Giuliana Werro          | 36:46,6 |
| 9    | Giappone    | Hikari Miyazaki Rin Sobue Chika Kobayashi Shiori Yokohama           | 36:59,1 |
| 10   | Rep. Ceca   | Kateřina Janatová Eliška Krčková Zuzana Staňková Barbora Havlíčková | 37:32,4 |

5 febbraio

2 frazioni da 3,3 km a tecnica classica 
 
2 frazioni da 3,3 km a tecnica libera

### Misto

#### Salto con gli sci

##### Gara a squadre
| Pos. | Nazione   | Atleti                                                                               | Punti |
| ---- | --------- | ------------------------------------------------------------------------------------ | ----- |
| 1    | Slovenia  | Nika Križnar Tilen Bartol Ema Klinec Žiga Jelar                                      | 925,3 |
| 2    | Germania  | Agnes Reisch Martin Hamann Gianina Ernst Constantin Schmid                           | 890,6 |
| 3    | Giappone  | Minami Watanabe Masamitsu Ito Fumika Segawa Yuken Iwasa                              | 840,5 |
| 4    | Norvegia  | Silje Opseth Marius Lindvik Anna Odine Strøm Fredrik Villumstad                      | 837,2 |
| 5    | Italia    | Lara Malsiner Giovanni Bresadola Manuela Malsiner Alex Insam                         | 837,1 |
| 6    | Austria   | Claudia Purker Markus Rupitsch Sophie Mair Janni Reisenauer                          | 832,8 |
| 7    | Polonia   | Kinga Rajda Dawid Jarząbek Anna Twardosz Paweł Wąsek                                 | 778,2 |
| 8    | Rep. Ceca | Barbora Blažková František Holík Jana Mrákotová Viktor Polášek                       | 767,0 |
| 9    | Russia    | Ksenija Kablukova Vladislav Skačilov Sof'ja Tichonova Maksim Sergeev                 | 378,0 |
| 10   | Romania   | Andreea Diana Trâmbiţaş Nicolae Sorin Mitrofan Daniela Haralambie Sorin Iulian Pîtea | 366,1 |

5 febbraio

Trampolino: Utah Olympic Park Jumps HS100